# Synagoga Nowa Szkoła Żydowska w Pradze
Synagoga Nowa Szkoła Żydowska w Pradze (cz. Nová židovská škola) – nieistniejąca synagoga znajdująca się w Pradze, przy obecnej ulicy V Jámě na Nowym Mieście.
Synagoga została zbudowana najprawdopodobniej w 1482 roku, w stylu gotyckim. Po zaniku osady żydowskiej przestała być używana. Stało się to prawdopodobnie na początku XVI wieku.